# Pseudotyrannochthonius australiensis
Espèce
Pseudotyrannochthonius australiensis est une espèce de pseudoscorpions de la famille des Pseudotyrannochthoniidae.

## Distribution
Cette espèce est endémique de Nouvelle-Galles du Sud en Australie. Elle se rencontre vers Edith.

## Étymologie
Son nom d'espèce, composé de australi[a] et du suffixe latin -ensis, « qui vit dans, qui habite », lui a été donné en référence au lieu de sa découverte, l'Australie.

## Publication originale
- Beier, 1966 : On the Pseudoscorpionidea of Australia. Australian Journal of Zoology, vol. 14, no 2, p. 275-303.